# Kantional

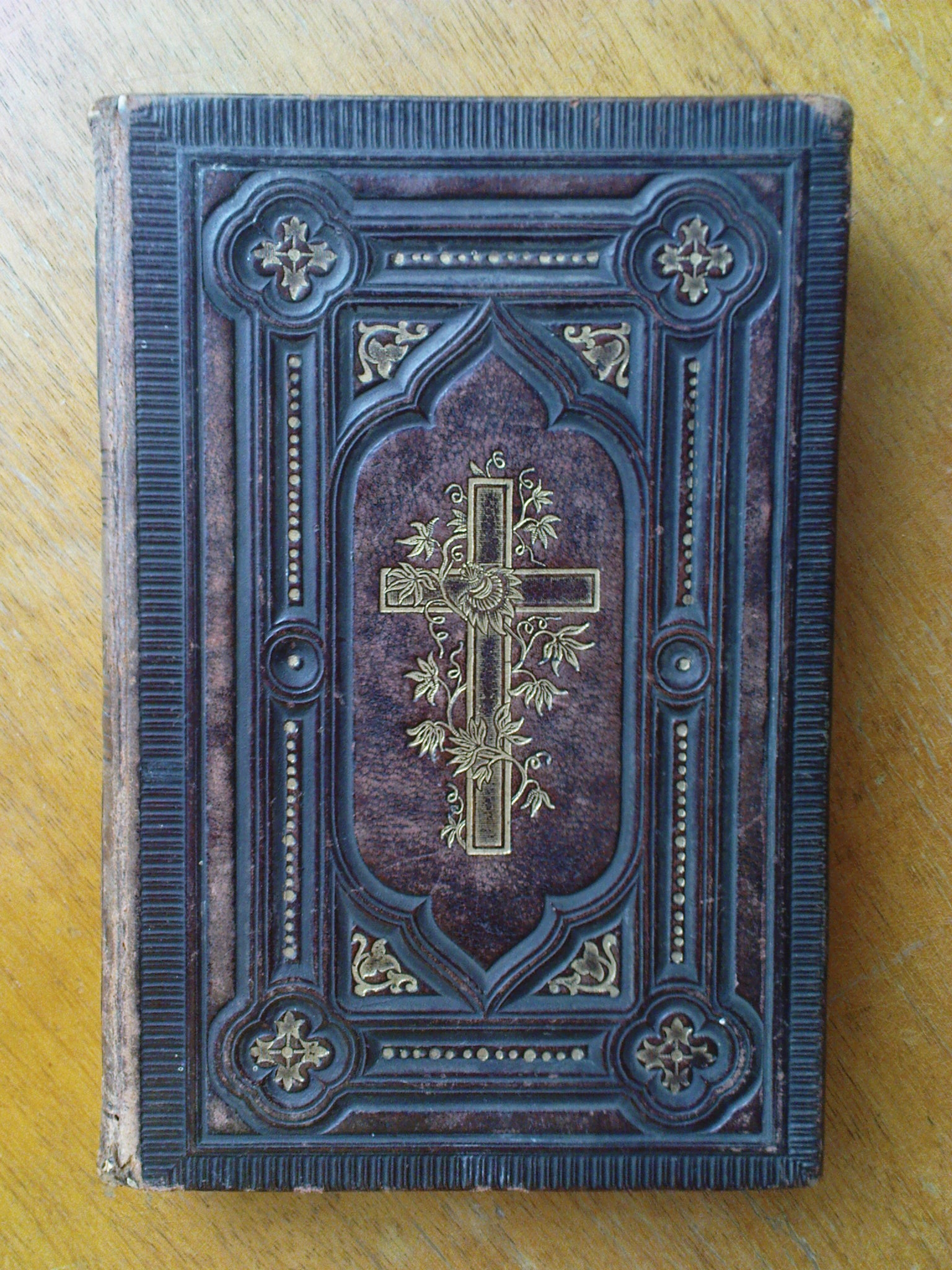
Umschlag eines tschechischen Kantionals (1902)

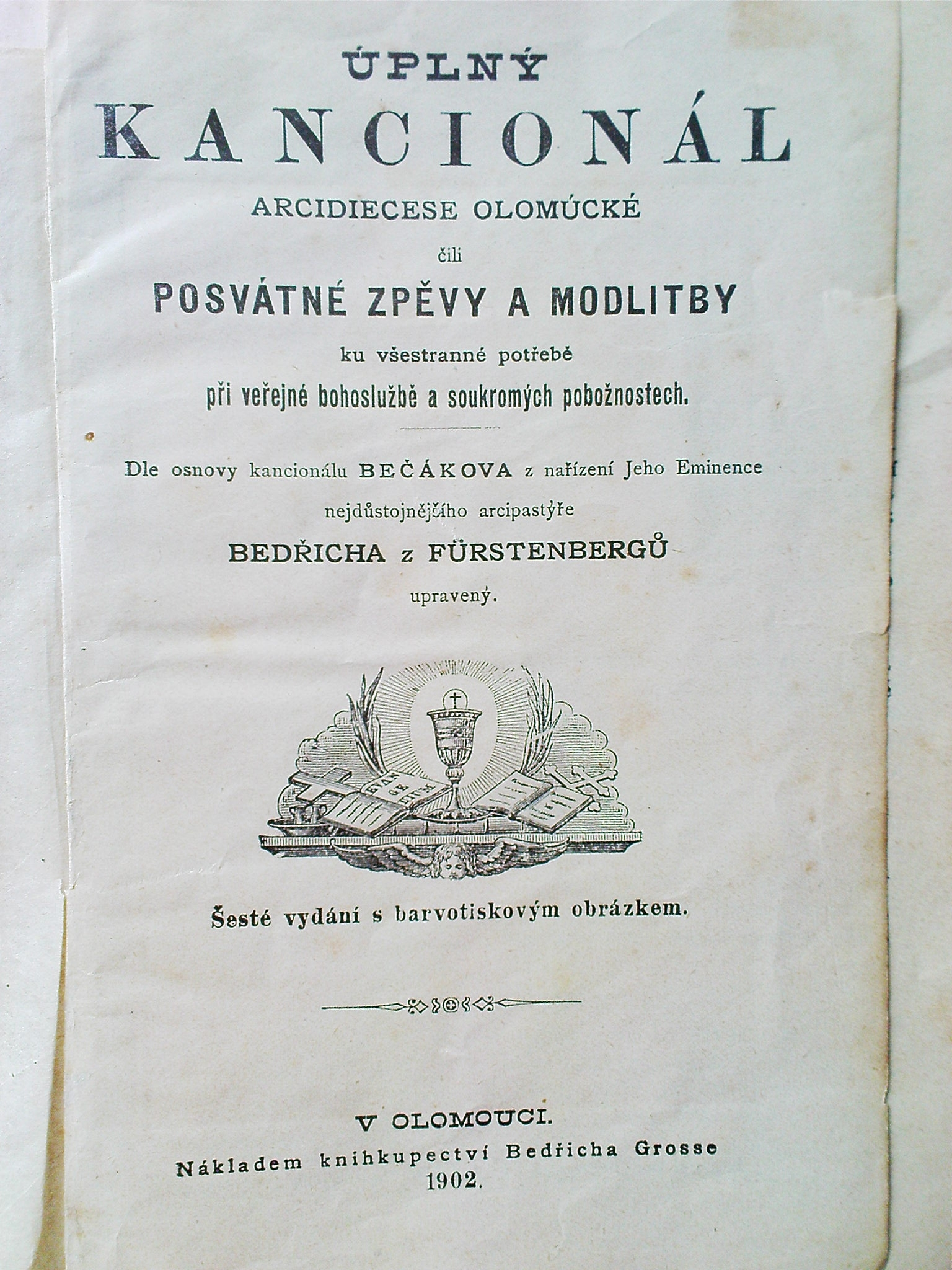
Der vollständige Gesangbuch der Erzdiözese Olmütz oder heilige Hymnen und Gebete zum allgemeinen Gebrauch im öffentlichen Gottesdienst und in der privaten Andacht (tschechisch gedrucktes Kantional, 1902)

Kantional, auch Kanzional, Cantional, Cantionale (von lateinisch cantio ‚Gesang‘) ist ein nicht einheitlich verwendeter Begriff und bezog sich z. B. auf mittelalterliche Sammlungen lateinischer und volkssprachlicher, vorwiegend geistlicher Gesänge. Insbesondere im tschechischen sowie im slowakischen protestantischen Raum ist Kancionál gleichbedeutend mit Gesangbuch. Auch in Deutschland wurde der Begriff gelegentlich in ähnlichem Sinne gebraucht, bezeichnete jedoch meistens ein Text- und Notenbuch für den einfachen mehrstimmigen Kirchengesang ohne Instrumentalbegleitung. Die Gattung kam im 16. Jahrhundert in den lutherischen Ländern Deutschlands auf und bot Chören und Schulen das Basisrepertoire für die musikalische Gestaltung der Gottesdienste.
Kantionale enthielten neben Teilen der lateinischen Liturgie vor allem die deutschen Kirchenlieder der Reformations- und Barockzeit in meist vierstimmigen homophonen Sätzen mit der Melodie im Sopran. Diese Bearbeitungsform, die Textverständlichkeit, teilweise wohl auch das Mitsingen der Gemeinde erlaubte, wird daher Kantionalsatz genannt. Bis heute gesungene Kantionalsätze stammen von Michael Praetorius (EG 29, 30, 69), Melchior Vulpius (EG 103, 437, 467), Johann Hermann Schein und Johann Crüger (EG 320, 324, 447).